# ライブBBT
『ライブBBT』（ライブビービーティー）は、富山テレビ（BBT）で2019年4月1日から生放送されている夕方ワイド番組である。（フジテレビ発の全国ニュース『Live News イット!』を内包）

## 概要
2019年4月1日より『プライムニュース BBTチャンネル8』の後継番組として放送開始。2020年6月27日まで平日版の16:25 - 17:53は『ライブBBT』、平日版の17:53 - 19:00（2020年4月24日までは18:55終了）及び土曜版は『報道ライブBBT』と編成上（EPG番組表など）はタイトルが分けられていたが、新聞やテレビ情報誌における番組表では、『[N]ライブBBT』、番組公式サイト及び2020年6月29日からは編成上でも『ライブBBT』のタイトルで統一されている。
なお本番組の放送がない日曜はこれまで通り、『北陸中日新聞 日曜夕刊』として放送するが、2025年4月から『北陸中日新聞 サンデーNews』にタイトルを変更する。
富山県内での新型コロナウイルス感染拡大による臨時編成により2021年8月30日から放送時間を15:40 - 19:00に拡大し『Live News イット!・第1部』（15:45 - 16:49.15）を『ライブBBT拡大スペシャル』とした上で臨時ネットしていたが、同年10月4日より正式に放送時間拡大の上『イット!・第1部』をネット開始。これに伴い、8月27日まで16:20 - 16:50に放送されていたローカルパートの放送時間も16:50 - 17:12.30に変更となり、富山県の放送局で17時台にローカル番組枠が編成されるのは、KNBテレビ『いっちゃん☆KNB』が2008年に17時台のローカル枠から撤退して以来約13年ぶりとなる。
2024年4月1日からは放送時間を15:20 - 19:00に拡大。17時台のローカル枠を15:20 - 15:45に移動し『イット!・第2部』はフルネットに戻った。さらに2025年3月31日からは番組ロゴ・スタジオセットを変更。

## 放送時間
| 期間      | 期間      | 平日                   | 平日                  | 平日                            | 平日                                            | 土曜日                |
| 期間      | 期間      | 放送時間（JST）        | ローカル枠            | ローカル枠                      | ローカル枠                                      | 放送時間（JST）       |
| 期間      | 期間      | 放送時間（JST）        | 15時台                | 16・17時台                      | 18時台                                          | 放送時間（JST）       |
| --------- | --------- | ---------------------- | --------------------- | ------------------------------- | ----------------------------------------------- | --------------------- |
| 2019.4.1  | 2020.4.25 | 16:25 - 18:55（145分） | （放送なし）          | 16:25 - 16:50（25分）           | 18:14 - 18:55（41分）                           | 17:30 - 18:00（30分） |
| 2020.4.27 | 2020.9.26 | 16:25 - 19:00（152分） | （放送なし）          | 16:25 - 16:50（25分）           | 18:14 - 18:50（36分）                           | 17:30 - 18:00（30分） |
| 2020.9.28 | 2021.8.28 | 16:20 - 19:00（160分） | （放送なし）          | 16:20 - 16:50（30分）           | 18:09 - 18:45.30・18:55 - 19:00（通算41分30秒） | 17:30 - 18:00（30分） |
| 2021.8.30 | 2021.10.2 | 15:40 - 19:00（200分） | 15:40 - 15:45（5分）  | （放送なし）                    | 18:09 - 18:45.30・18:55 - 19:00（通算41分30秒） | 17:30 - 18:00（30分） |
| 2021.10.4 | 2022.4.2  | 15:40 - 19:00（200分） | 15:40 - 15:45（5分）  | 16:49.15 - 17:12.30（23分15秒） | 18:09 - 18:45.30・18:55 - 19:00（通算41分30秒） | 17:30 - 18:00（30分） |
| 2022.4.4  | 2022.10.1 | 15:45 - 19:00（195分） | （放送なし）          | 16:49.15 - 17:12.30（23分15秒） | 18:09 - 18:45.30・18:55 - 19:00（通算41分30秒） | 17:30 - 18:00（30分） |
| 2022.10.3 | 2023.9.30 | 15:45 - 19:00（195分） | （放送なし）          | 16:49.15 - 17:12.30（23分15秒） | 18:09.30 - 18:45.30・18:55 - 19:00（通算41分）  | 17:30 - 18:00（30分） |
| 2023.10.2 | 2024.3.30 | 15:45 - 19:00（195分） | （放送なし）          | 16:49.15 - 17:12.30（23分15秒） | 18:09 - 18:48.30・18:55 - 19:00（通算44分30秒） | 17:30 - 18:00（30分） |
| 2024.4.1  | 現在      | 15:20 - 19:00（220分） | 15:20 - 15:45（25分） | （放送なし）                    | 18:09 - 18:48.30・18:55 - 19:00（通算44分30秒） | 17:30 - 18:00（30分） |

- 特番などによる放送の内容・日時・時間変更は以下の通り。
  - 2021年8月30日 - 10月1日…前述の通り、富山県内での新型コロナウイルス感染拡大による臨時編成により放送時間を15:40 - 19:00に拡大し『Live News イット!・第1部』（15:45 - 16:49.15）を『ライブBBT拡大スペシャル』とした上で臨時ネット。これにより、15:45 - 18:09・18:45.30 - 18:55は『Live News イット!』を内包（15:45 - 16:50の『イット!・第1部』は『ライブBBT拡大スペシャル』として放送）。2021年10月4日以降は放送時間が拡大され、15:45 - 16:49.15・17:12.30 - 18:09・18:45.30 - 18:55はそれぞれフジテレビから『Live News イット!』を内包。

## 出演者
○印は、富山テレビアナウンサー。

### 平日版

#### メインキャスター
- 谷優子（15時台、月曜 - 金曜日）○
- 吉村尚郎（18時台、月曜 - 水曜日）○
- 矢野美沙（18時台、月曜 - 金曜日）○
- 阿部叶（18時台、木曜・金曜日）○

#### スポーツキャスター
- 中田彩○

#### 気象キャスター
- 堀元優花（気象予報士・防災士）○

ほか

### 土曜版
- シフト勤務

## 過去の出演者

### 平日版

#### メインキャスター
| 期間 | 期間      | 15時台       | 15時台       | 16・17時台   | 18時台     | 18時台     | 18時台   | 18時台    |
| 期間 | 期間      | 男性         | 女性         | 16・17時台   | 男性       | 男性       | 女性     | 女性      |
| 期間 | 期間      | 男性         | 女性         | 16・17時台   | 月 - 水    | 木・金     | 月 - 水  | 木・金    |
| --- | --------- | ------------ | ------------ | ------------ | ---------- | ---------- | -------- | --------- |
| 2019.4.1 | 2020.3.27 | （放送なし） | （放送なし） | 谷優子       | 四津谷裕昭 | 四津谷裕昭 | 矢野美沙 | 岡部里香1 |
| 2020.3.30 | 2021.3.26 | （放送なし） | （放送なし） | 谷優子       | 伊藤恵祐   | 伊藤恵祐   | 矢野美沙 | 岡部里香1 |
| 2021.3.29 | 2023.3.31 | （放送なし） | （放送なし） | 谷優子       | 伊藤恵祐   | 伊藤恵祐   | 矢野美沙 | 矢野美沙  |
| 2023.4.3 | 2024.2.29 | （放送なし） | （放送なし） | 谷優子       | 長島弘樹   | 伊藤恵祐   | 矢野美沙 | 森田麗美  |
| 2024.3.1 | 2024.3.29 | （放送なし） | （放送なし） | 谷優子       | 長島弘樹   | 長島弘樹   | 矢野美沙 | 森田麗美  |
| 2024.4.1 | 2024.9.27 | 阿部叶       | 谷優子       | （放送なし） | 長島弘樹   | 長島弘樹   | 矢野美沙 | 矢野美沙  |
| 2024.9.30 | 2025.3.28 | 長島弘樹     | 谷優子       | （放送なし） | 長島弘樹   | 長島弘樹   | 矢野美沙 | 矢野美沙  |
| 2025.3.31 | 現在      | （不在）     | 谷優子       | （放送なし） | 吉村尚郎   | 阿部叶     | 矢野美沙 | 矢野美沙  |
| - 四津谷以外は、全員出演時富山テレビアナウンサー。四津谷は、出演時同局記者。 - 1 2021年3月29日以降は、16・17時台の「アニマル研究所」のコーナーを2022年3月まで担当していた。(2021年4月からはフリーアナウンサー) |           |              |              |              |            |            |          |           |

#### スポーツ・フィールド・気象キャスター
| 期間 | 期間      | スポーツ  | フィールド        | フィールド           | 気象      |
| 期間 | 期間      | スポーツ  | 男性              | 女性                 | 気象      |
| --- | --------- | --------- | ----------------- | -------------------- | --------- |
| 2019.4.1 | 2020.3.27 | （不在）1 | 伊藤恵祐          | 深津麻弓 青木栄美子2 | 木地智美3 |
| 2020.3.30 | 2021.3.26 | （不在）1 | （不在）          | 深津麻弓             | 木地智美3 |
| 2021.3.29 | 2022.8.31 | 阿部叶    | 尾川知輝 西村朋宏 | 深津麻弓 森田麗美    | 木地智美3 |
| 2022.9.1 | 2023.3.31 | 阿部叶    | 尾川知輝 西村朋宏 | 深津麻弓 森田麗美    | 江刺幸男  |
| 2023.4.3 | 2024.3.29 | 中田彩    | 尾川知輝          | （不在）             | 木地智美4 |
| 2024.4.1 | 2024.9.27 | 中田彩    | （不在）          | （不在）             | 木地智美4 |
| 2024.9.30 | 2025.1.31 | 中田彩    | 阿部叶            | （不在）             | 木地智美4 |
| 2025.2.3 | 2025.3.28 | 中田彩    | 阿部叶            | （不在）             | （不在）  |
| 2025.3.31 | 現在      | 中田彩    | （不在）          | （不在）             | 堀元優花  |
| - 木地・江刺以外は、全員出演時富山テレビアナウンサー。木地・江刺・堀元は、気象予報士（江刺は、ウェザーマップ所属）。 - 1 主にメインキャスターらが担当していた。 - 2 2020年3月30日以降も、「野菜のお値段」のコーナーは引き続き2021年3月まで担当していた。 - 3 産休に伴い、2022年8月31日の放送をもって一時降板。2023年4月3日に復帰。 - 4 2024年4月以降は、18時台のみ出演。 |           |           |                   |                      |           |

## 主な放送内容
担当者名に肩書きのない者は、担当時富山テレビアナウンサー。

### 現在の主なコーナー

#### 平日版

##### 16・17時台・18時台共通→15時台・18時台共通
月曜 - 金曜日
- ソラをライブ

##### 16・17時台→15時台
月曜日
- とやま映像タイムトラベル（2023年10月3日 - 、リポーター：深津麻弓）[注釈 6][2][注釈 7]
  - BBTに残る秘蔵映像から、毎回一つのスポットやテーマを決めて、富山の昔と今、そしてこれからを見つめる。
- スエヒロガる!（2024年1月30日 - 、リポーター：谷優子（ - 2024年3月）→谷／阿部叶（2024年4月 - ））[注釈 7]
  - 富山にもっと笑顔を、ワクワクを届けたいと、仕事や趣味など様々なことに情熱を注いでいる人たちを紹介する。

火曜日
- 追跡!野菜のお値段（リポーター：青木栄美子（ - 2021年3月）→森田麗美（2021年3月29日 - 2022年9月）→中田彩（2022年10月3日 - 2023年3月27日）→森田（2023年4月3日 - 2024年3月）→吉國唯（2024年4月2日[3] - ））[注釈 8]
  - 富山市公設地方卸売市場にて、旬の野菜の出荷状況や値段の値動きを追跡取材する。また、旬の野菜を使った簡単レシピも紹介する。
  - 案内は、野菜の仲卸などを行う大松青果・大井山行雄会長（2024年3月までは社長）。

水曜日
- KOH×富山のうまいもん（2024年4月3日 - 、毎月第1・3水曜日放送、リポーター：池田航（俳優））
  - 「KOH×富山の料理人」の後継コーナー。
- 世界美食紀行（2024年4月10日 - ）
  - 富山で味わえる世界各国の料理を紹介する。

木曜日
- Happy Baby プロジェクト（担当：深津麻弓→林藍菜（フリーアナウンサー、2022年4月 - ））[注釈 9]
  - 子育てにまつわる様々な情報を伝える。
- マンスリー北中タイムズ（2023年7月14日 - 、月1回放送）[注釈 10]
  - 北陸中日新聞との共同企画。北陸中日新聞の記者がリモートで出演し、イチオシのネタを伝える。

金曜日
- お天気ほりもっと!（2024年10月4日 - 、リポーター：堀元優花）
  - 気象予報士の資格を持つ堀元が、県内の旬のスポットから、週末に行きたいおでかけ先の行楽情報や天気、季節の話題を深掘りして伝える中継コーナー。

不定期放送
- 海と日本PROJECT in 富山県（18時台で放送することもある）

##### 18時台
火曜日
- つながるローカル（2022年5月10日 - 、隔週放送）
  - BBT×県内ケーブルテレビ5局共同企画（2023年3月までは6局）。地域の祭りや伝統、特産品などを受け継ぐ人たちを紹介する。

金曜日
- ジオグラフィックとやま

不定期放送
- Bスポ
- きょうの朝乃山（大相撲開催時のみ）
- みんなの山歩き（16・17時台で放送することもある、リポーター：矢野美沙）
- こどものミカタ（2023年1月23日 - ）
  - 年間キャンペーン。富山の子育て環境や教育課題について考える。

など

### 過去の主なコーナー

#### 平日版

##### 16・17時台→15時台
月曜 - 金曜日
- YOUトーク（ - 2024年3月29日）
  - 視聴者のイチオシ写真を紹介するコーナー。数週間ごとにテーマを決めて募集していた。
  - 年末には、その年の投稿写真から「YOUトーク大賞」を発表していた。
- Tokyo Tomoのキトキト!とやマジック（2024年6月13日・2024年6月17日 - 2024年6月28日、出演：Tokyo Tomo（マジシャン））
  - 魚津市出身のマジシャン・Tokyo Tomoが、県内の名所や思い出の地を巡り、マジックで笑顔を届ける。
  - コーナー開始前の6月10日には、スタジオに生出演しマジックを披露した[4]。

火曜日
- とれたていただき（月2回程度放送、リポーター：谷優子）
- アニメ「キャンサーパンサー #がん検診に行こう」（2021年10月5日 - 2022年1月11日）
  - 富山でクリエイターユニット「The BERICH」として活動する作者・ミヤサカカズヒデさんが、自らのがん闘病をSNSで発表したマンガを原作として作ったオリジナルアニメ。全13話。
  - 初回放送の10月5日には、ミヤサカさんが生出演した。
- ライブヘルスケア（2022年1月25日 - 2023年8月8日）
  - 今、気を付けなければならない病気や健康について考える。
- マイPUSH!（2022年4月 - 2023年12月12日、リポーター：谷優子）[注釈 11]
  - 一つのことに熱中しているアツい人を紹介する。

水曜・木曜日
- ぶらっ歩とやま（リポーター：BBTアナウンサーが交代で担当）
- とやまリアル鉄道すごろく（リポーター：深津麻弓）
- とやま再発見!ドライブ旅（リポーター：深津麻弓）
- とやま再発見!自転車旅（リポーター：尾川知輝）

水曜日
- うわさのマチめし
- 全力!おうち時間
- とやまビストロノミー探訪（2022年4月6日 - 2024年3月27日）
  - 富山の食文化を探求するコーナー。食にまつわる様々な企画を放送していた。
    - 「自然派レストラン」（2022年4月6日 - 2023年3月8日）
    - 「郷土料理研究部」（2022年4月20日 - 2023年4月19日）→「郷土料理研究部Z（zeta）」（2023年5月10日 - 2023年9月20日）
    - 「発酵新時代」（2023年4月5日 - 2024年3月27日）
- KOH×富山の料理人（2023年10月4日 - 2024年3月20日、毎月第1・3水曜日放送、リポーター：池田航（俳優））[注釈 6][5]
  - 料理人としても活躍する南砺市出身の俳優・池田航が、富山の凄腕の料理人や長年愛され続けるお店を訪ね、その技や料理にかける思いに迫る。

木曜・金曜日
- 阿部叶のハッケン!とやま（2024年4月4日 - 2024年9月20日、隔週放送、リポーター：阿部叶）[注釈 12]
  - 富山歴5年目（放送時）の阿部が県内各地を巡り、知っているようで知らない富山の魅力を発見していく。

木曜日
- ハッピーこん部（2021年3月31日 - 2022年3月31日・2022年11月29日、リポーター：深津麻弓）
  - 富山の新たな昆布文化を作っていく“部活動”。
- アニマル研究所（2021年4月15日 - 2022年3月24日、月1 - 2回放送、リポーター：岡部里香（フリーアナウンサー））
  - 富山市ファミリーパークで飼育体験をしながら、動物の生態や飼育に携わる人たちの思いに迫る。
- アクション!SDGs（2021年10月6日 - 2023年8月10日、リポーター：谷優子）
  - 県内のSDGsへの取り組みを紹介する。
- みんなにエールを（2021年10月20日 - 2023年3月9日、リポーター：阿部叶）
  - 県内のジュニアアスリートを応援する。
- お仕事探偵（2023年4月13日 - 2023年9月28日、月1回放送）
  - 無数にある職業の普段なかなか見られない裏側や魅力などを調査する。
- Make Me Happy（不詳 - 2024年2月29日）[注釈 13]
  - 年齢や性別を問わず、美容や健康などのため、生活に取り入れたいアイデアを紹介する。

金曜日
- 幸せのレシピ
  - 料理動画メディア「Tastemade」とのコラボ企画。
- ハッケン! 新店調査隊（2023年10月6日 - 2024年3月8日、隊長（リポーター）：阿部叶）
  - 県内に新しくオープンしたお店を徹底リサーチする。
- 湾ダフル!Toyama（2023年10月20日 - 2024年3月29日、月1回放送、リポーター：中川めぐみ（WEBメディア「ツッテ」編集長））
  - ワンダフルな富山湾の魅力や、そこで行われる漁業や魚の魅力などを様々な角度から紹介する。
- スクールVOICE 熱血!サラダ先生→熱血サラダ先生（2023年10月27日 - 2024年5月31日、月1回放送、リポーター：吉田サラダ（ものいい、富山県住みます芸人））
  - 県内で活躍する小・中・高校生のパワーと本音に迫る。

不定期放送
- 全力リサーチ なるほど8（2021年4月27日 - 不詳、18時台で放送することもあった）

##### 18時台
月曜日
- ライブ農園

火曜日
- メッセージ
- 富山のニューノーマル（2021年6月15日 - 2022年3月、隔週放送）
  - BBT×県内ケーブルテレビ5局共同企画。

水曜日
- 中島流!深掘りTOYAMA（ - 2021年3月24日）
  - 北陸中日新聞との連動企画。北陸中日新聞・中島健二編集委員が解説。

不定期放送
- ライブ調査隊（2020年4月 - 2021年3月ごろ）
- どうして富山が日本一?
  - 富山の知られざる日本一の背景に迫る。
- ここにある未来（2021年4月26日 - 2023年3月29日、毎月最終週に放送）
  - BBT×北陸中日新聞共同キャンペーン。
- ひとりじゃない。（2021年6月10日 - 不詳）

## 特別番組
2024年以降について記載する。

### 2024年
- 『ライブBBTスペシャル 命と未来をまもる 〜能登半島地震1か月 富山の備え〜』（2月6日（火曜日） 19:00 - 20:54、生放送）[6]
  - MC：長島弘樹、矢野美沙／ゲスト：山村武彦(防災システム研究所所長)
  - BBTの公式YouTubeチャンネル「BBT富山ニュース」にて、同時生配信された。
- 『ライブBBTスペシャル 命と未来をまもる 〜能登半島地震から1年〜』（12月31日（火曜日） 15:30 - 16:50、生放送）[7]
  - MC：長島弘樹、矢野美沙／中継：阿部叶、吉國唯
  - 公式YouTube「富山テレビ放送 公式チャンネル」にて、同時生配信された。